# Astanchus
Astanchus — род щелкунов из подсемейства Elaterinae.

## Описание
Щелкуны средних размеров. Тело двухцветное. Лоб слабовыпуклый, клипеальная область широкая. Усики у самок и самцов слабо пиловидные начиная с третьего сегмента. Швы переднегруди спереди слабо и коротко углублены. Бедренные покрышки задних тазиков по направлению наружу очень резко и неравномерно. Третий сегмент лапок с небольшой лопастинкой.

## Экология
Обитают в лесах.

## Систематика
В составе рода:
- вид: Astanchus aquilus
- вид: Astanchus castaneus
- вид: Astanchus ussuriensis